# Johann Jacob Pagendarm
Johann Jacob Pagendarm, auch Jakob Pagandarm (* 6. Dezember 1646 in Herford; † 13. Januar 1706 in Lübeck) war ein deutscher Kirchenmusiker.

## Leben
Pagendarm war der Sohn von Heinrich Pagendarm und Anna Fürstenau. Sein Bruder Johann Anton Pagendarm war Lehrer. Pagendarm studierte an den Universitäten Helmstedt und Wittenberg Philologie und Theologie. 1670 wurde er Kantor des Gymnasiums zu Osnabrück.
Zum 1. August 1679 erhielt er das Kantorat am Katharineum zu Lübeck als Nachfolger von Samuel Franck (1633–1679). Diese Stelle war mit 300 Mark Lübsch und freier Unterkunft vergütet und befand sich in der Rangfolge der Schule an dritter Stelle nach dem Rektor und Subrektor. Er war verantwortlich für den Lateinunterricht in Tertia und Sekunda sowie für Musikunterricht und Musikausübung in der gesamten Schule.
Damit verbunden war die Stelle als Kantor an der Marienkirche. Bedingt durch die klassische Aufgabenteilung zwischen Kantor und Organist stand Pagendarm als Musiker dort im Schatten von Dieterich Buxtehude, der an St. Marien seit 1668 die wesentlich besser honorierte Stelle des Organisten und Werkmeisters hatte. Pagendarms Aufgabe war auf die Chorleitung in der Kirche und die Anleitung des Gemeindegesangs beschränkt. Viermal im Jahr hielt er mit dem Chor eine Quartalsmusik in den anderen Hauptkirchen. Es gilt als sicher, dass Johann Sebastian Bach bei seinem Besuch bei Buxtehude 1704/1705 auch mit Pagendarm zusammengekommen ist.
Pagendarm war auch Musikgeschichtsforscher und Numismatiker und hatte ein bekanntes Münzkabinett.
Pagendarm hatte mehrere Kinder:
- Hermann Heinrich Pagendarm[2] (1674–1749), Geistlicher
- Johann Gerhard Pagendarm[3] (1681–1754), Theologe
- Regina Catharina (* 1688; begraben am 20. April 1762 in Lübeck) ⚭ Heinrich Sivers (* 23. Juni 1674 in Lübeck; † 6. November 1736 ebenda) Kantor

## Werk
Pagendarms Hauptwerk war sein Choralbuch zum Lübeckischen Gesangbuch von 1703. 1705 versah er dessen 303 Choräle mit einfachen Sätzen und ließ zum Gebrauch des Chores vier Stimmbücher herstellen, die von den Rechenmeistern Christian Partike und Walter Möllrath geschrieben wurden und sich bis heute erhalten haben.
Nur eines seiner weiteren Werke ist heute noch bekannt. Es hat sich als Manuskript in der Sherard Sammlung der Bodleian Library erhalten, ein Satz für den Psalm 37:5 Befiehl dem Herrn deine Wege im venezianischen Stil. Da sich der Musikgeschmack rasch wandelte, kamen die Stücke im venezianischen Stil bald aus der Mode. Dies führte zu einer heute bedauerlichen Vernichtung der Arbeiten. Aus dem zeitgenössischen Bericht eines Nachfolgers, Caspar Ruetz (1753), erfahren wir, dass das ungeliebte Notenmaterial zum Ofenanfachen genutzt wurde.